# Flugplatz Uetersen-Heist
Flugplatz Uetersen-Heist, (tidligere Fliegerhorst Uetersen) (IATA: ingen, ICAO: EDHE), er en offentlig flyveplads, ved byen Heist, 6 km syd for Uetersen, Kreis Pinneberg, i delstaten Slesvig-Holsten, Tyskland. Den ligger 30 km vest for centrum af Hamborg. Med over 60.000 årlige flybevægelser er den en af de mest benyttede i landet.
Den havde en vigtig rolle da Danmark blev besat den 9. april 1940, ligesom den blev berømt i 1987 da Mathias Rust lettede herfra mod hans tur til Den Røde Plads i Moskva.

## Grundlæggelsen

### Uetersen
I 1928 begyndte tankerne om at lave en flyveplads til svævefly. Der skulle dog gå hen til juni 1933 inden det første fly kunne lette fra Uetersen. Dette skete en søndag morgen fra en sportsplads i byen. Men problemet var at flyene skulle dele pladsen med de lokale sportsklubber, og det var ikke altid sikkerhedsmæssigt forsvarligt da der ofte var tilskuere meget tæt på start- og landingerne. Derfor begyndte man hurtig at kigge sig om efter et mere velegnet sted, hvor man kunne etablere en rigtig flyveplads. Der nåede i alt 69 start- og landinger med svævefly fra sportspladsen.

### Heist
5.5 km syd for Uetersen fandt man et velegnet areal. Det var et helt fladt stykke hede ved byen Heist. Her var ingen generende træer eller bakker i området. Efter hårde forhandlinger med jordens ejer kunne man i starten af 1934 underskrive aftalen, og arealet var nu ejet af byen Uetersen. Den 22. marts 1934 påbegyndte man arbejdet, og dette var allerede afsluttet i december samme år. Den første officielle flyvning fandt allerede sted i oktober måned.

## Militær flyveplads
Glæden blev kort for de lokale svæveflys entusiaster. Allerede kort tid efter startede der forhandlinger om at etablere en militær lufthavn i området. Nazi-Tyskland skulle bruge flere baser tæt på indgangen til Norden på grund af deres oprustning. Borgmesteren i Uetersen mente at flyvepladsen i Heist var et oplagt sted, og kunne med en ny lov fra den tyske værnemagt nemt smide de civile brugere ud og Fliegerhorst Uetersen var en realitet. Allerede i sommeren 1935 var en ny og større landingsbane gjort færdig, og der gik ikke lang tid inden det først militærfly landede. Nogle måneder senere begyndte man opførelsen af kasernebygninger og hangarer. Den 3. oktober 1936 flyttede enheden Flieger-Ersatzabteilung 37 ind i de nye bygninger.

### Rolle under 2. verdenskrig
Få dage efter at 2. verdenskrig var startet 1. september 1939 flyttede Luftwaffe både rekognoscerings- kamp- og transportfly til Fliegerhorst Uetersen. Blandt dem var Junkers Ju 52, Heinkel He 111, Messerschmitt Bf 109 og Bf 110. 
Lufthansa åbnede den 29. januar 1940 en civil rute imellem Uetersen og Københavns Lufthavn, så de fløj dagligt med et Junkers Ju 52 passagerfly.
Den 9. april 1940 blev flyvestationen en del af Operation Weserübung og starten på Danmarks besættelse. Om natten gik 4. kompagni fra 1. Faldskærmsregiment om bord på 12 Ju 52 transportfly. Den største del blev landsat ved Storstrømsbroen for at sikre den, til ankomsten af de tyske landtropper. Resten blev fløjet til Ålborg, hvor de var med i erobringen af Aalborg Lufthavn. I alt lettede over 100 transportfly med retning mod Ålborg eller Stavanger.
Lufthavnen blev første gang udsat for bombeangreb den 3. marts 1943, da britiske bombefly med både brand og sprængbomber forvoldte stor skade på området. I begyndelsen af juli 1943 blev styrtbombeflyet Junkers Ju 87 for første gang udstationeret i Uetersen.
I nætterne den 24. og 25. juli 1943 blev flyvepladsen bombet alvorligt under Operation Gomorrah. Den 5. maj 1945 besatte britiske tropper stedet.

### Efter krigen
Efter afslutningen af 2. verdenskrig, var det tyske luftvåben næsten ikke eksisterende, og De Allieredes tropper i landet forbød tysk militær luftfart helt. Indtil udgangen af november 1955 var der udstationeret jagerfly fra det britiske Royal Air Force og Canadas Royal Canadian Air Force på Fliegerhorst Uetersen.
I 1955 fik Tyskland lov til at danne Bundeswehr, og i januar 1956 blev Luftwaffe dannet. Samme år i Uetersen blev der dannet en eskadrille der skulle tage sig af pilotuddannelser. Den 19. oktober 1956 blev der afholdt de første afgangsprøver og edsaflæggelser for de nyuddannede piloter. De fløj med typerne Piper PA-18 og Piaggio p.149. Her blev uddannet piloter indtil 1975 hvor Luftwaffe valgte at flytte aktiviteterne til Flugplatz Fürstenfeldbruck. Siden har der ikke været regelmæssig militær flyvning fra stedet.  
Flyvepladsen blev i oktober 1975 opkaldt efter den tyske pilot Hans-Joachim Marseille til Marseille-kasernen. Luftwaffe havde efterfølgende en sprogskole for officerer placeret på stedet.

## Civilt brug fra 1951
Sommeren 1951 gav myndighederne i Kiel tilladelse til at genoptage flyvningerne med svævefly. Disse måtte kun udføres i weekenden, så de ikke forstyrrede de militære operationer på hverdagene. Svæveflys entusiasterne fik i 1957 lov til at udvide området, så der blev etableret en ekstra bane, en hangar og et lille kontroltårn.
Svæveflyenes operationer kunne nu gennemføres på den sydlige side af pladsen, som flyvevåbnet udførte deres opgaver på en parallel banen på nordsiden. Fra 1965 gav Luftwaffe tilladelse til at også motoriserede privatfly kunne benytte Fliegerhorst Uetersen.
Efter neddroslingen af de militære flyvninger i 1972, blev al trafikken med motoriserede fly flyttet til sydsiden og svæveflyene til nordsiden. Under denne reorganisering på flyvepladsen, blev tårnet renoveret og der blev tilføjet en restaurant i bygningen.
I 1987 blev flyvepladsen verdensberømt. Den hidtil ukendte privatpilot Mathias Rust lettede fra Uetersen den 13. maj i hans Cessna 172, da han startede på den berømte flyvetur til Moskva, og landingen ved Den Røde Plads. Han kom oprindeligt flyvende fra Hamborg, men gjorde sin maskine klar til den lange tur i Uetersen. Derefter mellemlandede han på Sylt som den sidste lufthavn i Tyskland.
Luftskibe gæstede i 1970'erne første gang flyvepladsen. Det var et Goodyear. Hver gang det landede var der mange tilskuere, og dets besøg blev altid annonceret i god tid. Nu ses der luftskibe her hver sommer.

### Selskaber i dag
Følgende virksomheder har etableret kommercielle flyvninger fra flyvepladsen:
- Air Hamburg – har hovedsæde her og flyver rute, taxi og charterflyvninger til en lang række byer i det nordlige Tyskland.
- Ostfriesische Lufttransport – flyver charterflyvinger til Bremen og Eindhoven
- Canair – alle former for flyvninger, ligesom de har pilotuddannelse på stedet.
- Nordcopters GmbH – pilotuddannelse og taxiflyvning.

### Ejerskab
Flyvepladsen er i dag en 100% civil flyveplads. Den er ejet af følgende 4 flysportsklubber, med hver 25% af aktierne i selskabet Flugplatz Uetersen GmbH:
- Luftsportverein Kreis Pinneberg e.V. LSV (Svævefly)
- Segelflug-Club Uetersen e.V. SCU (Svævefly)
- Aero-Club Pinneberg e.V. (Motorfy)
- Hamburger Luftsport e.V. (Motor- og svævefly)